# Судин
Судин (также Судинес; др.-греч. Σουδινες) (известен ок 240 г. до н. э.) — вавилонский мыслитель и предсказатель. Как один из знаменитых халдейских астрономов, астрологов и математиков он упоминается некоторыми античными писателями (Страбоном (кон. I века до н. э. — нач. I века н. э.), Плинием Старшим (I век н. э.), Фронтином (I век), Полиэном (II век), Веттием Валентом (II век)).

## Судин у древних авторов
Греческий географ и историк Страбон в своей «Географии» (16.1.6), писал: «В Вавилонии выделены особые поселения для местных философов, так называемых халдеев, которые занимаются преимущественно астрономией. Некоторые из них выдают себя за астрологов, хотя другие их не признают. Существует какое-то племя халдеев и даже область в Вавилонии, где они живут, поблизости от арабов и так называемого Персидского моря. Есть несколько родов халдеев-астрономов: одни называются орхенами, другие — борсиппенами и несколько других — разными именами; они делятся как бы на разные секты с различными учениями по одним и тем же вопросам. Математики упоминают некоторых из этих людей, например Кидена, Набуриана и Судина».
Римский историк и ученый Гай Плиний Старший, в «Естественной истории» (IX. 115), писал: «Жемчуг', который находят рядом с мысом Акций, несколько лучше, но он мелкий, <...>. Александр Полигистор, и Судин полагают, что старея, этот жемчуг теряет свою окраску». Там же (XXXVI. 59): «Наши в старину считали, что оникс рождается только горах Аравии и больше нигде, Судин — что в Кармании». Там же (XXXVII. 90), что: «Следует описать и природу самого оникса, из-за общности названия. В другом месте это название камня, здесь — геммы. Судин говорит, что в этой гемме есть белизна, схожая с человеческим ногтем, а также цвет хрисолита, сарды и иаспида».
Греческий военный историк Полиэн, в «Стратегмах» (IV. 20), писал: «Аттал', намереваясь сразиться с галатами, имеющими огромное войско, видя, что воины боятся, и желая вдохнуть в храбрость перед лицом опасностей битвы, приготовил для жертвоприношения жертвенное животное; при этом всем обрядом руководил халдейский жрец Судин. Вознеся молитвы и сделав возлияние, жрец рассек жертвенное животное. Царь же, растерев чернильный орешек, написал на правой руке «победа царя», сделав надпись не слева направо, но наоборот — справа налево. И когда вынули внутренности животного, он подложил руку под них, запечатлев чернильную надпись на теплой и мягкой доле печени. Жрец, рассмотрев доли печени, желчный пузырь, а также исследовав желчный проток, жертвенный стол и прочие знаки, перевернул долю печени, имеющую надпись, через которую явствовала победа царя. Он сам очень сильно обрадовался и показал это знамение множеству воинов. Те же, подойдя и прочтя надпись, исполнились отваги и подняли крик, требуя вести их на битву против варваров, и, рьяно сразившись с галатами, одержали над ними победу».
Об этом же упоминал и римский политик и военный писатель Секст Юлий Фронтин. Но, возведя хитрость к Александру Великому, Фронтин ошибочно отнёс случай с гаданием Судина ко времени пергамского царя Эвмена II (правил в 197—160 годах до н. э.) По Фронтину («Стратегмы». I. XI, 14-15): «14. Александр Македонский перед принесением жертвы исписал краской руку гаруспика, которую тот должен был приложить к внутренностям жертвы; письмена гласили, что Александру даруется победа. Когда эти письмена отпечатались на теплой печени и царь показал их воинам, он поднял их дух, поскольку бог якобы обещал победу. [15. То же сделал гаруспик Судин, когда Евмен собирался вступить в сражение с галлами.]».

## Сведения из биографии
Сегодня почти ничего не известно о жизни Судина. Достоверно то, что он был вавилонско-халдейского происхождения. Имеется несколько вероятных предположений о клинописном прототипе греческого написания имени Судинес (например, высказана идея об идентичности имени с халдейским Ану-шешу-идинна, которое появляется в одном клинописном тексте, с именем Ану-аха-ушабши, или же вавилонское имя устанавливают как Шум-идинн). Известно, что как и его предшественник Беросс, Судин переехал из Вавилона и осел в малоазийской греческой общине. Позднее, около 240 — 238 гг. до н. э., он был приглашён ко двору пергамского царя Аттала I Сотера (правил в 241 — 197 гг. до н. э.). Судин стал советником царя и самым влиятельным предсказателем. Интересно, что Судин, как жрец-толкователь, сопровождал Аттала и в войне против галатов. Здесь он проявил себя в проведении ободряющего войска обряда. Благоприятное предсказание Судина, в том числе, способствовало решительной победе пергамцев. Этот эпизод датируется около 239 — 236 гг. до н. э.

## Вклад в науку
О работах Судина известно немногое. Его учение, видимо, было важным звеном в передаче астрономических знаний от вавилонян к грекам. И Судин оставался для многих последующих поколений авторитетом в вопросах астрологии и других методов дивинации (например, в гепатоскопии (ἡπατοσκοπία) — предсказании по печени животного).
Судин комментировал других авторов и вел собственные астрономические наблюдения. Известно, что он написал комментарии к «Явлениям» Арата Солийского и составил свои лунные таблицы. По свидетельству эллинистического астронома-астролога Веттия Валента Антиохийского («Антология» IX 11 (354, 4)), Судин опубликовал таблицы для вычисления движения Луны. Данные Судина использовались греками вплоть до их замены расчетами по теориям Гиппарха и Птолемея.
Кроме того, Судин, возможно одним из первых, стал придавать астрологическое значение драгоценным камням. Плиний Старший в «Естественной истории» несколько раз ссылается на Судина (Кн. IX. 115. Кн. XXXVI. 59; Кн. XXXVII. 90 и др.), которому он приписывает трактат о магических достоинствах жемчуга и мистических свойствах драгоценных камней.